# Хальбенрайн
Хальбенрайн (нем. Halbenrain) — ярмарочная община (нем. Marktgemeinde) в Австрии в федеральной земле Штирия политического округа Зюдостштайермарк (c 2013 года). Находится к северу от государственной границы со Словенией.
Население составляет 1827 человек (на 31 декабря 2005 года). Занимает площадь 38,66 км².

## Политическая ситуация
Бургомистр коммуны — Дитмар Чиггерль (АНП) по результатам выборов 2005 года.
Совет представителей коммуны (нем. Gemeinderat) состоит из 15 мест.
- АНП занимает 11 мест.
- СДПА занимает 2 места.
- местный список: 2 места.

## История
До конца 2012 года была в составе округа Радкерсбург.